# Cổ phần
Cổ phần là phần vốn góp của cổ đông vào công ty cổ phần. Vốn điều lệ của công ty cổ phần được chia thành nhiều phần được gọi là cổ phần. Người sở hữu cổ phần gọi là cổ đông. Cổ đông có thể là cá nhân hoặc tổ chức. Tùy theo loại cổ phần họ sở hữu mà có thể có tên gọi khác nhau.
Cổ phiếu là chứng chỉ do công ty cổ phần phát hành hoặc bút toán ghi sổ hoặc dữ liệu điện tử xác nhận quyền sở hữu một hoặc một số cổ phần của công ty đó.

## Các loại cổ phần
Theo pháp luật Việt Nam hiện hành, cổ phần bao gồm cổ phần phổ thông và cổ phần ưu đãi. Công ty cổ phần bắt buộc phải có cổ phần phổ thông. Cổ phần phổ thông không thể chuyển đổi thành cổ phần ưu đãi. Cổ phần ưu đãi có thể chuyển đổi thành cổ phần phổ thông theo quyết định của Đại hội đồng cổ đông.
- Cổ phần phổ thông: là cổ phần bắt buộc phải có của công ty cổ phần. Người sở hữu cổ phần phổ thông được gọi là cổ đông phổ thông. Là người chủ sở hữu của công ty cổ phần nên họ có quyền quyết định những vấn đề rất quan trọng liên quan đến công ty cổ phần (Điều 79 và 80 Luật doanh nghiệp 2005 ). Bên cạnh đó pháp luật còn quy định một số hạn chế về quyền của các cổ đông sáng lập đối với loại cổ phần phổ thông mà họ sở hữu trong thời hạn 3 năm kể từ ngày công ty cổ phần được cấp Giấy chứng nhận đăng ký kinh doanh (Điều 84 Luật doanh nghiệp 2005).

- Cổ phần ưu đãi biểu quyết: là cổ phần có số phiếu biểu quyết nhiều hơn so với cổ phần phổ thông. Số phiếu biểu quyết của một cổ phần ưu đãi biểu quyết do Điều lệ công ty quy định. Chỉ có tổ chức được Chính phủ uỷ quyền và cổ đông sáng lập được quyền nắm giữ cổ phần ưu đãi biểu quyết.

- Cổ phần ưu đãi cổ tức: là cổ phần được trả cổ tức với mức cao hơn so với mức cổ tức của cổ phần phổ thông hoặc mức ổn định hằng năm. Cổ tức là số tiền được trích ra từ lợi nhuận, được chia hằng năm bao gồm cổ tức cố định và cổ tức thưởng. Cổ tức cố định không phụ thuộc vào kết quả kinh doanh của công ty. Mức cổ tức cố định cụ thể và phương thức xác định cổ tức thưởng được ghi trên cổ phiếu của cổ phần ưu đãi cổ tức. Cổ đông sở hữu cổ phần ưu đãi cổ tức bị tước bỏ một số quyền cơ bản của cổ đông.

- Cổ phần ưu đãi hoàn lại: là cổ phần được công ty hoàn lại vốn góp bất cứ khi nào theo yêu cầu của người sở hữu hoặc theo các điều kiện được ghi tại cổ phiếu của cổ phần ưu đãi hoàn lại. Cổ đông sở hữu cổ phần ưu đãi hoàn lại bị tước bỏ một số quyền cơ bản của cổ đông.

- Cổ phần ưu đãi khác do Điều lệ công ty quy định.